# Virtuální privátní síť
Virtuální privátní síť (zkratka VPN, anglicky virtual private network) je v informatice prostředek k propojení několika počítačů prostřednictvím nedůvěryhodné počítačové sítě (např. veřejný Internet). Lze tak snadno dosáhnout stavu, kdy spojené počítače budou mezi sebou moci komunikovat, jako kdyby byly propojeny v rámci jediné uzavřené privátní (a tedy většinou důvěryhodné) sítě. Při navazování spojení je totožnost obou stran ověřována pomocí digitálních certifikátů, dojde k autentizaci, veškerá komunikace je šifrována, a proto lze takové propojení považovat za bezpečné. Ovšem chyby v softwaru ji mohou udělat nebezpečnou.

## Příklad využití
VPN sítě se obvykle vytvářejí mezi počítači, které jsou připojeny k Internetu. Lze tak například zajistit připojení firemních notebooků připojených kdekoliv k Internetu do firemního intranetu (vnitřní firemní sítě). K propojení se ve firemní síti nejprve zprovozní VPN server, zajistí se připojení k Internetu, ke kterému se pak připojují VPN klienti z jakéhokoliv místa, které je také k Internetu připojeno. VPN server plní funkci síťové brány, která zprostředkovává připojení, zajišťuje zabezpečení a šifrování veškeré komunikace.
Zobecněním VPN je síťové tunelování, kdy se prostřednictvím standardního síťového spojení vytvoří virtuální linka mezi dvěma počítači, v rámci které pak lze navázat další síťová spojení.

## Použití VPN při autentizaci v síti

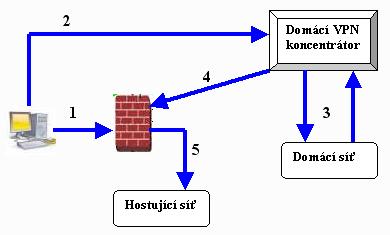
Autentizace přes VPN

Tento systém vychází z toho, že se uživatel připojil na VPN koncentrátor, a je tedy tím, za koho se vydává. Dále se počítá s tím, že cílovou síť chrání firewall, který umožňuje přístup pouze určitým VPN branám. Proto aby se uživatel někam dostal, musí mít navázané spojení do domovské sítě. Postupuje se podle obrázku: Uživatel se pokouší připojit na síť, ale blokuje ho firewall (1). Proto musí uživatel navázat spojení na domácí VPN koncentrátor (2), který ověří v domácí síti jeho důvěryhodnost (3) a pokud je uživatel známý, odešle firewallu žádost o povolení komunikace (4). Potom již nic nebrání navázání spojení na požadovanou cílovou síť (5).